# مانتروز (نیویورک)
مانتروز (به انگلیسی: Montrose) یک منطقهٔ مسکونی در ایالات متحده آمریکا است که در نیویورک واقع شده‌است. مانتروز ۴٫۳ کیلومتر مربع مساحت و ۲٬۷۳۱ نفر جمعیت دارد و ۳۵٫۹۷ متر بالاتر از سطح دریا واقع شده‌است.